# بلغالي (الأوداية)
بلغالي هو دُوَّار يقع بجماعة الأوداية، عمالة مراكش، جهة مراكش آسفي في المملكة المغربية. ينتمي الدوّار لمشيخة الأوداية التي تضم 22 دوار. يقدر عدد سكانه بـ 767 نسمة حسب الإحصاء الرسمي للسكان والسكنى لسنة 2004.

## روابط خارجية
- البوابة الوطنية للجماعات الترابية نسخة محفوظة 12 مارس 2018 على موقع واي باك مشين.
- المندوبية السامية للتخطيط